# Laushalde
Laushalde ist ein Naturschutzgebiet und ein Landschaftsschutzgebiet auf dem Gebiet der baden-württembergischen Stadt Langenau im Alb-Donau-Kreis.

## Kenndaten
Das Naturschutzgebiet wurde mit Verordnung des Regierungspräsidiums Tübingen vom 9. Juli 2002 ausgewiesen und hat eine Größe von 28,2 Hektar. Es wird unter der Schutzgebietsnummer 4.306 geführt. Der CDDA-Code für das Naturschutzgebiet lautet 318720 und entspricht der WDPA-ID. Das ursprünglich 84 Hektar große Landschaftsschutzgebiet steht bereits seit 26. Oktober 1981 durch Verordnung des Landratsamtes Alb-Donau-Kreis unter Schutz, es wurde durch die Ausweisung des Naturschutzgebiets entsprechend verkleinert.

## Lage
Das Naturschutzgebiet Laushalde liegt rund 1200 Meter südlich von Hörvelsingen, einem Teilort von Langenau. Es wird fast vollständig umschlossen vom gleichnamigen, rund 55 Hektar großen Landschaftsschutzgebiet Nr. 4.25.098 und ist auch Teil des FFH-Gebiets Nr. 7425-311 Kuppenalb bei Laichingen und Lonetal, das 1.794 Hektar groß ist. Die Gebiete liegt im Naturraum 097-Lonetal-Flächenalb innerhalb der naturräumlichen Haupteinheit 09-Schwäbische Alb.

## Schutzzweck
Wesentlicher Schutzzweck ist laut Schutzgebietsverordnung
- die Erhaltung einer durch morphologische, geologische und klimatische Besonderheiten ausgezeichneten, landschaftsprägenden Wacholderheide mit wertvollen Magerrasen, Felsen, Schotterhalden, Hecken, Feldgehölzen und naturnahem Edellaubwald zur Lebensraumsicherung der gefährdeten Flora und Fauna;
- der Schutz der Wacholderheide, des Grünlands und der Umgebung vor Aufforstung und anderen Nutzungsintensivierungen, besonders vor übermäßigem Freizeitbetrieb;
- der Schutz der Lebensgemeinschaften der landschaftsprägenden Edellaubwaldgesellschaften am und im Trockental vor Umwandlung;
- die Erhaltung des Gebiets als integraler Bestandteil einer Biotopvernetzung;
- der Schutz der landschaftlichen Eigenart, die als Zeugnis der früheren Wirtschaftsweise von hohem landeskulturellem Wert ist.

Schutzziel ist die dauerhafte Sicherung der Heide als Weidefläche für Schafe in extensiver Hütehaltung und damit Nutzung und Pflege als Magerrasen, dazu die Vernetzung mit Weideflächen in dieser und benachbarten Gemarkungen sowie die Einrichtung von extensivierten Pufferzonen, u. a. als Pferchflächen.